# 밤을 벗기는 독장미
"밤을 벗기는 독장미"는 1985년에 개봉한 대한민국의 영화이다.

## 캐스팅
- 서은혜
- 임봉기
- 윤양하
- 백황기